# Simon (pel·lícula de 2004)
Simon és una pel·lícula dramàtica dels Països Baixos del 2004 dirigida per Eddy Terstall.
La història tracta de dos amics homes, un heterosexual i un altre gai. El matrimoni homosexual i l'eutanàsia són temes destacats de la pel·lícula. La pel·lícula ha guanyat tres Vedelles d’Or, al millor actor (Cees Geel), al millor director (Eddy Terstall) i a la millor pel·lícula, així com el premi del públic (Eddy Terstall) del Festival de Cinema dels Països Baixos. També va ser la candidatura holandesa als Premis Oscar l'any 2005, però no va ser nominada. Va guanyar el Premi del Públic a la XXVI edició de la Mostra de València

## Argument
Un dels personatges és Camiel, un dentista gai que es casa amb el seu amant i l'altre és Simon (Cees Geel), un narcotraficant heterosexual i un imant per les dones. Es fan amics íntims a finals de la dècada de 1980, però Camiel fa alguna cosa que interromp la seva amistat.
Després de catorze anys, en Camiel i en Simon es tornen a trobar, però ara Simon està malalt terminal de càncer.
Simon té una filla, Joy (Nadja Hüpscher) i un fill, Nelson (Stijn Koomen). Desenvolupen una amistat amb Camiel i el seu marit i després de la mort de Simon, Camiel els adopta.

## Repartiment
- Cees Geel com a Simon Cohen
- Marcel Hensema com a Camiel Vrolijk
- Rifka Lodeizen com a Sharon
- Nadja Hüpscher com Joy
- Eva Duijvestein com a Ellen
- Daan Ekkel com a Marco
- Dirk Zeelenberg com a Bram
- Stijn Koomen com a Nelson
- Johnny de Mol com a Floris (anunciat com Johnny de Mol jr.)
- Maria Kooistra com a Gwen
- Femke Lakerveld com Adrienne
- Natasja Loturco com a Astrid, assistent de Camiel
- Araba Walton com a Gisela
- Medi Broekman com a Priscilla
- Dennis Rudge com a Sjimmie
- Helena Remeijers com a Djoeke
- Esmarel Gasman com a Merjolein
- Wilhelmija Lamp com a Alijt
- Klavertje Patijn com a Liselot
- Ron Schuitemaker com a Sjors
- Jenayden Adriaan com a Bruce
- Lisa Kuil com a Samantha
- Laura Dozzelne com Joy - 7 anys
- Jeroen Willems com a metge de capçalera
- Aaron Wan com a neuròleg
- Howard van Dodemont com a policia de trànsit
- Henk Kreekel com a 2a Opinió Arts
- Nico Huisman com a estudiant
- Emmanuel K. Obinna com a (Soldat #1)
- Troy Patterson com a (Soldat #2)
- Matt Kosokoff com a director
- Pee Chantrarangsan com a Thai Man in Bar

## Recepció
Simon va rebre crítiques positives. A Rotten Tomatoes, la pel·lícula té una puntuació d'aprovació del 67% basada en les crítiques de 6 crítics, i una puntuació mitjana de 5,7/10. A Metacritic té una puntuació de 59 sobre 100, basada en les ressenyes de 5 crítics, que indica "crítiques mixtes o mitjanes".
Jay Weissberg de Variety va escriure: "L'embalatge elegant i la senzilla interpretació d'un conjunt no poden emmascarar la fórmula de 'reunir-vos, m'estic morint'."